# Уроки режиссуры
Уроки режиссуры — ежегодный всероссийский фестиваль-конкурс драматических театров, который проводится в рамках Биеннале театрального искусства с 2017 года. Особенность фестиваля — биеннальный принцип: в нечётные годы конкурсную программу фестивалю составляют работы молодых (не более 10 лет в профессии) режиссёров, которых оценивают опытные мастера (не менее 25 лет стажа); по чётным годам постановки представляют мэтры, а в жюри входят молодые конкурсанты прошлых лет.
Фестиваль создан по инициативе Режиссёрской гильдии Союза театральных деятелей России; его основатели и бессменные руководители — доктор искусствоведения, профессор школы-студии МХАТ Ольга Егошина и театральный критик, обозреватель «Новой газеты» Марина Токарева.
Цель фестиваля — создание пространства для творческого общения и обмена опытом, развитие профессионального и зрительского сообщества, поддержка талантливых молодых режиссёров и преодоление разрыва в театральных поколениях. Конкурсантов оценивают по единственному критерию — качеству режиссуры. Награда фестиваля — статуэтка Арлекина, выполненная художником Александром Боровским по эскизу отца — Давида Боровского. Победители также получают гранты на новые постановки.

## 2017
Впервые «Уроки режиссуры» прошли в сентябре—ноябре 2017 года в Москве в рамках I Биеннале театрального искусства. В программу вошли 14 постановок молодых режиссёров из Москвы, Санкт-Петербурга, Казани, Екатеринбурга, Архангельска и Новосибирска. Спектакли прошли в московских театрах и транслировались в кинотеатрах.
В жюри вошли Римас Туминас, Валерий Фокин, Адольф Шапиро, Алексей Бородин, Сергей Женовач, Дмитрий Крымов и Григорий Козлов.
В рамках фестиваля на площадке партнёра фестиваля ГМТИ им. А. А. Бахрушина состоялись мастер-классы Сергея Женовача, Льва Додина, Дмитрия Крымова, Алексея Бородина. В музее открылась экспозиция «От Станиславского до Додина. Уроки режиссуры», охватывающая историю театра от классики до современности, и прошла выставка, посвящённая творчеству Владимира Пахомова, бывшего руководителя Липецкого театра драмы.
В ходе фестиваля были представлены две книги, положившие начало серии «Библиотека Биеннале театрального искусства»: «Александр Суворин: портрет на фоне газеты» Инны Соловьёвой и «Театр начинается с афиши. История театральных афиш в России от истоков до 1917 года» Ксении Лапиной.

### Конкурсная программа
| Название спектакля                                                               | Режиссёр                     | Театр                                                      | Прим.                     |
| -------------------------------------------------------------------------------- | ---------------------------- | ---------------------------------------------------------- | ------------------------- |
| Поздняя любовь (по пьесе А. Н. Островского)                                      | Егор Перегудов               | Современник                                                |                           |
| Свои люди — сочтёмся (по пьесе А. Н. Островского)                                | Егор Равинский               | Российский академический молодёжный театр                  |                           |
| Камень (по пьесе Мариуса фон Майенбурга)                                         | Денис Хуснияров              | Театр на Васильевском                                      |                           |
| «Женитьба» (по пьесе Н. В. Гоголя)                                               | Илья Славутский              | Казанский большой драматический театр имени В. И. Качалова | Приз зрительских симпатий |
| …Души (по повести Н. В. Гоголя)                                                  | Федор Малышев                | Мастерская Петра Фоменко                                   |                           |
| Бешеные деньги (по пьесе А. Н. Островского)                                      | Анатолий Шульев              | Московский академический театр имени Владимира Маяковского |                           |
| Отцы и дети (по роману И. С. Тургенева)                                          | Дмитрий Зимин                | Свердловский театр драмы                                   |                           |
| Письмовник (по роману М. П. Шишкина)                                             | Наталья Лапина               | Санкт-Петербургский театр «Мастерская»                     |                           |
| Первая любовь (по повести И. С. Тургенева)                                       | Ирина Керученко              | Новосибирский академический молодёжный театр «Глобус»      |                           |
| Гроза (по пьесе (А. Н. Островского)                                              | Уланбек Баялиев              | Театр имени Е. Б. Вахтангова                               |                           |
| Билли Миллиган (по мотивам биографии Билли Миллигана)                            | Игорь Сергеев, Варя Светлова | Такой театр                                                |                           |
| Василий Тёркин (по поэме А. Т. Твардовского)                                     | Алексей Ермилышев            | Архангельский театр драмы имени М. В. Ломоносова           |                           |
| Чук и Гек (по рассказу А. П. Гайдара)                                            | Михаил Патласов              | Александринский театр                                      |                           |
| Человек, который принял жену за шляпу (по научно-популярной книге Оливера Сакса) | Никита Кобелев               | Московский академический театр имени Владимира Маяковского |                           |

### Внеконкурсная программа
- «Три сестры» (по пьесе А. П. Чехова), реж. Лев Додин, Малый драматический театр
- «Дядя Ваня» (по пьесе А. П. Чехова), реж. Юрий Бутусов, Санкт-Петербургский академический театр имени Ленсовета[7]

## 2018
II фестиваль «Уроки режиссуры» прошёл с 15 сентября по 26 ноября 2018 года. В соответствии с биеннальным принципом, в конкурсной программе были представлены постановки именитых режиссёров, а оценивали их молодые коллеги: Егор Перегудов, Анатолий Шульев, Никита Кобелев, Денис Хуснияров, Наталья Лапина, Егор Равинский, Фёдор Малышев, Михаил Патласов, Илья Славутский и Алексей Ермилышев. В основную и внеконкурсную программу вошли спектакли из России, Франции, Венгрии, Швейцарии, Австрии и Израиля.
В рамках фестиваля прошли мастер-классы Камы Гинкаса, Адольфа Шапиро, Владимира Панкова, Георгия Исаакяна, Григория Козлова, Валерия Фокина и других деятелей культуры. На экспозиции в ГМТИ были впервые представлены живописные работы сценографа и художника Валерия Левенталя. Прошли выставки «ГОРОД КЛИН#13», «Армянские художники театра» и «Ассоциация театров Урала».
Состоялись презентации книг: «Пространство Давида Боровского» Риммы Кречетовой, «Тайны сценического языка испанского классического театра» Видаса Силюнаса, «Театр и зрелища российских столиц в 18 веке» Людмилы Стариковой, «Матильда и Иосиф Кшесинские. Дневники, письма, воспоминания» Марины Радиной, «Как это было» Камы Гинкаса.

### Конкурсная программа
В 2018 году каждый участник основной программы получил награду в своей уникальной номинации.
| Название спектакля                                          | Режиссёр         | Театр                                                   | Награда                                                                             |
| ----------------------------------------------------------- | ---------------- | ------------------------------------------------------- | ----------------------------------------------------------------------------------- |
| Вишневый сад (по пьесе А. П. Чехова)                        | Сергей Афанасьев | Новосибирский городской драматический театр             | За урок живого тонкого прочтения пьесы «Вишневый сад»                               |
| Три дня в деревне (по рассказу Л. Н. Толстого)              | Олег Рыбкин      | Красноярский драматический театр имени А. С. Пушкина    | За урок превращения классического текста в лирическое высказывание                  |
| Васса (первый вариант) (по пьесе Максима Горького)          | Сергей Федотов   | Пермский театр «У Моста»                                | За урок погружения в атмосферу горьковской пьесы                                    |
| Ревизор. Версия (по пьесе Н. В. Гоголя)                     | Роберт Стуруа    | Et cetera (театр)                                       | За урок соединения отваги решения и воплощения                                      |
| Оттенки (по повести А. Х. Таммсааре)                        | Алексей Песегов  | Минусинский драматический театр                         | За урок свободного театра в сложных условиях перпендикулярного времени              |
| Это так (если вам так кажется) (по пьесе Луиджи Пиранделло) | Адольф Шапиро    | Et cetera                                               | За урок мудрости, юмора и легкости в интерпретации                                  |
| Вариации тайны (по пьесе Эрика Эмманюэля Шмитта)            | Кама Гинкас      | МТЮЗ                                                    | За урок построения блестящего сценического дуэта                                    |
| Живи и помни (по повести В. Г. Распутина)                   | Григорий Козлов  | Театр «Мастерская»                                      | За урок подлинности сценической жизни                                               |
| Последние дни (по пьесе Бориса Акунина)                     | Алексей Бородин  | Российский академический молодёжный театр               | За урок исторического мышления и неожиданности постановочного монтажа               |
| Ваш Гоголь. Последний монолог                               | Валерий Фокин    | Александринский театр                                   | За урок тотального театра                                                           |
| Фальшивая нота (по пьесе Дидье Карона)                      | Римас Туминас    | Театр имени Е. Б. Вахтангова                            | За урок создания театральной иллюзии и режиссерской маэстрии                        |
| Своими словами. Н. Гоголь. «Мертвые души» (История подарка) | Дмитрий Крымов   | Школа драматического искусства                          | За урок театральной метафизики                                                      |
| Гамлет (по пьесе Уильяма Шекспира)                          | Юрий Бутусов     | Санкт-Петербургский академический театр имени Ленсовета | За урок бескомпромиссной концептуальной режиссуры                                   |
| Три сестры (по пьесе А. П. Чехова)                          | Сергей Женовач   | Студия театрального искусства                           | За урок молодости решения, кантилены актерской жизни и мастерства диалога с автором |

### Внеконкурсная программа
- «Мастер и Маргарита» (по роману М. А. Булгакова), реж. Фёдор Малышев и Полина Агуреева, Мастерская Петра Фоменко[16].
- «Манон Леско» (по мотивам оперы Джакомо Пуччини, реж. Адольф Шапиро, Большой театр)[17]
- «Бог резни» (по комедийной пьесе Ясмины Реза, реж. Жорж Геррейро), Théâtre de l’Orangerie, Женева)[18]
- «Крокодил» (по рассказу Ф. М. Достоевского, реж. Валерий Фокин, Национальный театр, Будапешт)
- «Коварство и любовь» (по пьесе Фридриха Шиллера, реж. Лев Додин, МДТ)
- «На дне» (по пьесе Максима Горького, реж. Эрик Лакаскад, Lacascade Commpagnie, Франция) и др.[19][20]

## 2019
Фестиваль 2019 года прошёл 21 сентября — 18 ноября в рамках Года театра и был посвящён памяти сценографа Давида Боровского. В конкурсную программу вошли 16 постановок молодых режиссёров из Москвы, Санкт-Петербурга, Ярославля, Новосибирска, Екатеринбурга, Архангельска, Россоши и Канска. В жюри — Алексей Бородин, Адольф Шапиро, Дмитрий Крымов, Римас Туминас, Георгий Исаакян, Григорий Козлов, Борис Морозов.
События фестиваля посетили около 60 тысяч человек. Победителями стали Семён Серзин, Егор Перегудов, Олег Долин — они получили статуэтки «Арлекин» и гранты на новые постановки. Алексей Ермилышев, ставший обладателем приза зрительских симпатий, также получил награду: его спектакль отправился на гастроли по регионам России.
В пространстве выставки ТЕАТР.RUS в «Новом манеже», посвящённой пути развития театра в России с XVII века до наших дней, прошли лекции Софьи Апфельбаум, Риммы Кречетовой, Дмитрия Родионова и других исследователей и практиков театра. В тематической книжной ярмарке при поддержке издательства Navona приняли участие 17 издательств.

### Конкурсная программа
| Название спектакля                | Режиссёр                | Театр                                                             | Прим.                                                |
| --------------------------------- | ----------------------- | ----------------------------------------------------------------- | ---------------------------------------------------- |
| Человек из Подольска              | Семён Серзин            | Российский театр драмы имени Ф. Волкова                           | За злободневность темы и решения                     |
| Один день в Макондо               | Егор Перегудов          | Студия театрального искусства                                     | За дерзость и отвагу в работе с литературным текстом |
| Зобеида                           | Олег Долин              | Российский академический молодёжный театр                         | За новую и вечную театральность                      |
| Загадочное ночное убийство собаки | Алексей Ермилышев       | Архангельский театр драмы имени М. В. Ломоносова                  | Приз зрительских симпатий                            |
| Летели качели                     | Марфа Горвиц            | Театр «Практика»                                                  |                                                      |
| Карамора                          | Александр Хухлин        | Российский академический молодёжный театр                         |                                                      |
| День рождения Смирновой           | Саша Толстошева         | Московский театр юного зрителя                                    |                                                      |
| Мейерхольд                        | Роман Габриа            | Театральная компания «Открытое Пространство»                      |                                                      |
| Головлевы. Страшная сказка        | Артем Галушин           | Канский драматический театр                                       |                                                      |
| Счастье мое                       | Андрей Горбатый-младший | Санкт-Петербургский государственный театр «Мастерская»            |                                                      |
| Фрагменты любовной речи           | Полина Кардымон         | Новосибирский академический молодежный театр «Глобус»             |                                                      |
| Кроткая                           | Владимир Зимин          | Свердловский театр драмы                                          |                                                      |
| Чайка                             | Грета Шушчевичуте       | Россошанский драматический театр РАМС                             |                                                      |
| Нищий студент                     | Джемма Аветисян         | Новосибирский городской драматический театр п/р Сергея Афанасьева |                                                      |
| Беглец                            | Айдар Заббаров          | Санкт-Петербургский академический театр имени Ленсовета           |                                                      |
| Демагог                           | Хуго Эрикссен           | Александринский театр                                             |                                                      |

## 2020
IV фестиваль «Уроки режиссуры» прошёл в Москве 16—25 ноября 2020 года. В конкурсную программу вошли 13 спектаклей: шесть московских и семь из Петербурга, Перми, Екатеринбурга, Воронежа, Красноярска, Минусинска и Бийска. Участниками фестиваля стали Сергей Бобровский, Алексей Бородин, Юрий Бутусов, Михаил Бычков, Сергей Женовач, Евгений Каменькович, Владимир Мирзоев, Алексей Песегов, Олег Рыбкин, Семён Спивак, Сергей Федотов. В жюри вошли молодые режиссёры-конкурсанты 2017 и 2019 годов.
В образовательную программу фестиваля вошли творческие встречи с историками, теоретиками и практиками театра, лекции и мастер-классы Дмитрия Крымова, Дмитрия Быкова, Адольфа Шапиро, Ренаты Литвиновой, Александра Филиппенко, Кирилла Крока, Бориса Любимова и других.
В дни фестиваля работали 2 режиссёрские лаборатории: совместная с театром имени Е. Б. Вахтангова «Чеховская лаборатория» и подготовленная в сотрудничестве с МХТ имени Чехова «Лаборатория режиссёрских дебютов», в рамках которой начинающие режиссёры — студенты и выпускники режиссёрских факультетов — готовили постановки с участием актеров Художественного театра. Победителями стали студенты ГИТИСа Сергей Тонышев, Евгений Закиров и Егор Трухин. Их спектакли «Моя жизнь», «Очень, очень, очень тёмная материя» и «Мама» были представлены на Новой сцене МХТ.
В рамках фестиваля в Бахрушинском музее прошли выставки «Власть сада» и «Алексей Бахрушин. Взгляд в будущее», посвящённые юбилеям А. П. Чехова и Бахрушина, основателя литературно-театрального музея, который теперь носит его имя. Традиционно в декабре состоялось вручение премии в области литературы о театре «Театральный роман» — единственного в России проекта, который поддерживает авторов, занимающихся искусством театра.

### Конкурсная программа
| Название спектакля                                           | Режиссёр            | Театр                                                | Прим.                                                       |
| ------------------------------------------------------------ | ------------------- | ---------------------------------------------------- | ----------------------------------------------------------- |
| Все тут (по пьесе Торнтона Уайлдера)                         | Дмитрий Крымов      | Школа современной пьесы                              | За урок откровенности и незащищённости в создании спектакля |
| Проблема (по пьесе Тома Стоппарда)                           | Алексей Бородин     | РАМТ                                                 | За урок построения интеллектуального театра                 |
| Сын (по пьесе Флориана Зеллера)                              | Юрий Бутусов        | РАМТ                                                 | За урок бесстрашного погружения в глубины человека          |
| Бальзаминов (по пьесе А. Н. Островского)                     | Михаил Бычков       | Воронежский камерный театр                           | За урок извлечения характеров-архетипов                     |
| Король Лир (по пьесе Уильяма Шекспира)                       | Евгений Каменькович | Мастерская Петра Фоменко                             | За урок лихого обращения с главным классиком всех времён    |
| Молли Суини (по пьесе Брайана Фрила)                         | Иван Поповски       | Мастерская Петра Фоменко                             | За урок видеть не только глазами                            |
| Ночь перед Рождеством (по повести Н. В. Гоголя)              | Сергей Бобровский   | Бийский городской драматический театр                | За урок народности не унылой, а весёлой                     |
| Доходное место (по пьесе А. Н. Островского)                  | Владимир Мирзоев    | Свердловский драматический театр                     | За урок острых решений                                      |
| Нас обвенчает прилив… (по пьесе Жана Ануя «Ромео и Жанетта») | Семён Спивак        | Молодёжный театр на Фонтанке                         | За урок несуетной режиссуры                                 |
| Старуха (по повести Даниила Хармса)                          | Сергей Женовач      | Студия театрального искусства                        | За урок магического дирижирования ансамблем                 |
| Мы, герои (по пьесе Жан-Люка Лагарса)                        | Олег Рыбкин         | Красноярский драматический театр имени А. С. Пушкина | За урок смелости в поисках текстов                          |
| Поле (по пьесе Джона Кина)                                   | Сергей Федотов      | Театр «У Моста»                                      | За урок верности сумрачным драматургам                      |
| Алексей Каренин (по пьесе Василия Сигарева)                  | Алексей Песегов     | Минусинский драматический театр                      | За урок сострадания и смены ракурса                         |

## 2021
V фестиваль «Уроки режиссуры» проходил с 24 сентября по 13 декабря 2021 года. Участники — театры из Москвы, Санкт-Петербурга, Пскова, Казани, Канска, Петрозаводска, Новосибирска и Владимира. Площадками фестиваля стали Театр имени Вахтангова, театр имени Маяковского, «Мастерская Петра Фоменко», Центр имени Всеволода Мейерхольда, Российский академический молодёжный театр и другие сцены. В жюри фестиваля вошли Юрий Бутусов, Валерий Фокин, Адольф Шапиро, Евгений Каменькович, Алексей Бородин, Георгий Исаакян, Семён Спивак.
В образовательной программе фестиваля — лекции и мастер-классы Леонида Ярмольника, Евгения Гришковца, Николая Цискаридзе, Владимира Машкова, Сергея Женовача, Кирилла Крока и других; открытая репетиция Римаса Туминаса. К юбилею Юрия Бутусова в большом фойе Театра Вахтангова прошла фотовыставка «В пространстве Юрия Бутусова», а в выставочном зале музея А. С. Пушкина в Денежном переулке — экспозиция «Надежды маленький оркестрик», посвящённая 70-летию со дня рождения Сергея Арцибашева.
В рамках литературного направления прошли презентации книги «Письма в Художественный театр», подготовленной научным сектором школы-студии МХАТ, «Уроками режиссуры» и издательством Navona. Была представлена книга «Лицо Арлекина. Повесть об артисте Евгении Князеве» Сергея Коробкова. Состоялись традиционная книжная ярмарка и вручение премии в области литературы о театре «Театральный роман».

### Конкурсная программа
| Название спектакля                                                               | Режиссёр          | Театр                                                      | Прим.                                                                              |
| -------------------------------------------------------------------------------- | ----------------- | ---------------------------------------------------------- | ---------------------------------------------------------------------------------- |
| Новаторы                                                                         | Никита Кобелев    | Московский академический театр имени Владимира Маяковского | За поиски нового театрального языка                                                |
| Я не вернусь                                                                     | Айдар Заббаров    | Татарский театр имени Галиасгара Камала                    | За убедительное соединение документальной достоверности и острой театральной формы |
| Товарищ Кисляков (по роману П. С. Романова                                       | Андрей Калинин    | Александринский театр                                      | За создание уникального актерского ансамбля                                        |
| Дурочка (по мотивам пьесы Лопе де Вега)                                          | Анатолий Шульев   | Театр имени Е. Б. Вахтангова                               | Приз зрительских симпатий                                                          |
| Сказки чёрного леса (по мотивам сказки Вильгельма Гауфа «Холодное сердце»)       | Артём Устинов     | Национальный театр Республики Карелия                      |                                                                                    |
| Смерть Тарелкина (по мотивам пьесы А. В. Сухово-Кобылина)                        | Хуго Эрикссен     | Псковский академический театр драмы имени А. С. Пушкина    |                                                                                    |
| #ЛЕЧИТЬСПАСАТЬЛЮБИТЬ                                                             | Владимир Кузнецов | Владимирский академический театр драмы                     |                                                                                    |
| Цемент (по пьесе Хайнера Мюллера, написанной по мотивам романа Ф. Гладкова)      | Никита Бетехтин   | Театр «Старый дом»                                         |                                                                                    |
| Наблюдатели                                                                      | Михаил Плутахин   | Театр предмета                                             |                                                                                    |
| Лирические истории из жизни ёжика и медвежонка (по мотивам сказок С. Г. Козлова) | Артём Галушин     | Канский драматический театр                                |                                                                                    |
| Махагония (по пьесе Ильи Кормильцева)                                            | Фёдор Малышев     | Мастерская Петра Фоменко                                   |                                                                                    |
| Игроки (по мотивам комедии Н. В. Гоголя)                                         | Павел Пархоменко  | Театр имени Моссовета                                      |                                                                                    |

### Внеконкурсная программа
Частью внеконкурсной программы стал марафон спектаклей Юрия Бутусова, посвящённый 60-летию мастера. В проект вошли постановки, созданные им в разные годы на сценах Театра им. Ленсовета, «Сатирикона», РАМТа, Театра имени Пушкина и Театра имени Евгения Вахтангова. «Уроки режиссуры» 2021 года открылись спектаклем Бутусова «Бег», созданным в 2015 году.
В спецпроект «Даты», посвящённый юбилеям Фёдора Достоевского и Михаила Булгакова, вошли спектакли «Идиот. Возвращение» (по роману Ф. М. Достовевского, реж. Григорий Козлов, театр «Мастерская») и «Зойкина квартира» (по пьесе М. Булгакова, реж. Владимир Панков, Свердловский театр драмы).
Юбилейная программа «Наши лауреаты» представила спектакли, поставленные при поддержке «Уроков режиссуры»: «Общага на крови» (реж. Семён Серзин, «Невидимый театр»), «Костик» (реж. Дмитрий Крымов, Московский драматический театр имени А. С. Пушкина) и постановки Сергея Тонышева, Евгения Закирова, Егора Трухина — результаты сотрудничества «Лаборатории режиссёрских дебютов» и МХТ им. Чехова